# Matzlfangen

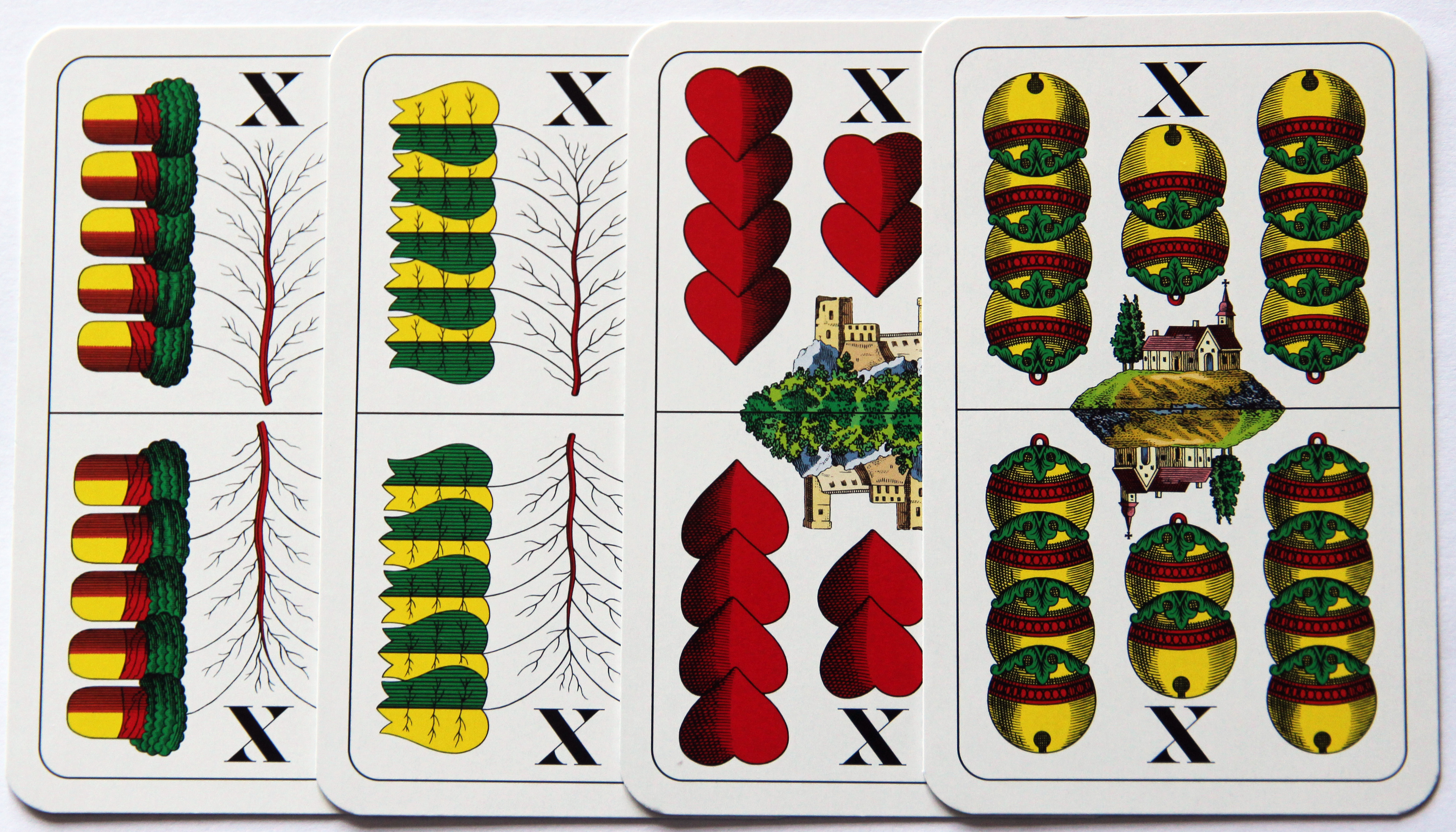
Die Matzln von einem Tell-Kartenspiel.

Matzlfangen ist ein traditionelles Stichspiel mit Spielkarten, das von vier Personen gespielt wird. Sein Ursprung liegt fast 200 Jahre in der österreichisch-bayerischen Region zurück. Es wird heute noch in ein paar österreichischen Orten gepflogen. Der Name geht von der besonders wichtigen Zehner-Karte, dem sogenannten Matzl oder Matz, aus.

## Geschichte
Matzlfangen ist ein altes Kartenspiel, das schon 1826 im Bayerischen Landboten erwähnt wurde, wobei es sich um ein Spiel handelt, das von „Handwerksmeister[n], Gesellen und Lehrbuben“ zu Hause oder in den Kaffeehäusern um den Tisch neben Deutsches Solo, Schafkopf, Kreuzmariage, Grasobern u. a. gespielt wurde.
Es handelt sich um ein Wirtshausspiel, das noch zur österreichischen Dorfkultur gehört, nachdem es vor rund einem Jahrhundert von Torfstechern in das oberösterreichische Hackenbuch eingeführt wurde, von wo es sich ins nördliche Flachgau ausbreitete. Es gilt seit ca. 100 Jahren als „Standardspiel“ in Hackenbuch.

## Spielregeln
Hier folgen die heutige Spielregeln nach Daglinger.

### Allgemeines
Matzlfangen wird unter vier Personen mit einem doppeldeutschen (Tell) Kartenspiel von 32 Blatt gespielt. Das Ziel ist, mehr als 65 Augen zu bekommen.
| Rang und Werte der Karten |     |    |   |   |   |   |   |   |
| Rang                      | Sau | 10 | K | O | U | 9 | 8 | 7 |
| Werte (Augen)             | 11  | 10 | 4 | 3 | 2 | – | – | – |

- Sau - 11
- Matz(l) (Zehn) - 10
- König - 4
- Ober - 3
- Unter - 2
- 9, 8 and 7 - 0

Der letzte Stich wird mit 10 Augen gewertet, also insgesamt gibt es 130, daher muss man mindestens 66 erreichen, um zu gewinnen.

### Geben und Bieten
Man gibt und spielt im Uhrzeigersinn. Der Kartengeber teilt an jeden Spieler zwei mal vier Karten aus. Die letzte Karte, die zum Geber gehört, wird aufgedeckt, um die Trumpffarbe zu bestimmen. Wenn der Spieler, der auf der rechten Seite des Gebers sitzt, auf den Kartenspiel klopft, bekommt jeder alle acht Karten auf einmal.
Jetzt machen die Spieler, mit Vorhand beginnend, ihre Ansagen. Vorhand muss mindestens mitbieten; danach müssen die anderen entweder mit „Weiter“ passen oder eine höhere Ansage machen. Wenn alle passen, spielt man ein Rufen. Die fünf mögliche Ansagen sind (in steigendem Wert):
- Rufen: das Normalspiel, wobei Vorhand eine beliebige Karte, die er nicht hält, in einer der Nebenfarben ruft; normalerweise eine Sau (Ass). Wer diese hat, wird zu seinem Partner bis zur nächsten Kartenverteilung.
- Treiben: beim Treiben spielt der Ansager allein gegen die drei Gegenspieler. Der Alleinspieler darf jede beliebige Farbe als Trumpf bestimmen. Angesagt mit „Spiel“, „ein Kleines“, „ich hab’ Eins“, „Pobe“ oder ähnliches.
- Neid-Spiel oder Trumpf: beim Neidspiel ist die aufgeschlagene Karte des Gebers Trumpf, sonst ist alles wie beim Treiben.
- Durch: beim Durch gibt es keine Trumpffarbe. Der Alleinspieler muss alle Stiche machen.
- Trumpf-Durch: wie beim Durch, aber die Karte, die der Geber aufgedeckt hat, ist Trumpf.

### Spielen
Beim Durch und Trumpf-Durch spielt der Durch-Spieler aus; sonst spielt immer Vorhand aus. Es herrscht Farb-, Trumpf- und Stichzwang. Das bedeutet: Farbe muss bedient werden. Wer nicht bedienen kann, muss Trumpf spielen, und wer stechen kann, ohne Farbe zu verleugnen, muss stechen. Ein Spieler, der weder bedienen noch trumpfen kann, darf eine beliebige Karte zugeben. Der Stich gehört dem, der den höchsten Trumpf gespielt hat oder, wenn keine Trümpfe gespielt werden, der die höchste Karte der ausgespielten Farbe gebracht hat. Wer den Stich gewinnt, spielt zum nächsten aus.

#### Spritzen
Vor dem ersten Stich können die Spieler spritzen d. h. Ansagen machen, die den Spielwert erhöhen. Jede Ansage erhöht den Wert um 1 Punkt. Die Ansage muss in der folgenden Reihenfolge gemacht werden: Schuß, Re, Sub, Dut, Hirsch, Gams, Jager, Gweih, Auffi, Drauffi.

#### Matzl
Wenn eine Partei den Matzl der Gegenspieler sticht, verzichtet sie automatisch darauf, jegliche Strafen („kein Wasser“ oder „Spritze“) zu bezahlen. Wenn sie auch das Spiel gewinnt, bekommt sie einen Bonuspunkt.

### Zählen
Am Spielende zählen die Spieler ihre Augen (s. o.) dazu kommen 10 für den letzten Stich.
Man spielt normalerweise um Geld. Der Einsatz oder auch Spieleinsatz muss vorher vereinbart werden. Ein Rufen und Treiben wird als 1 Einsatz gewertet. Wenn die Verlierer „kein Wasser“ haben, d. h. sie haben weniger als 30 Augen, wird der Spielwert verdoppelt. Ferner wird das Spiel dreifach gewertet, wenn sie gar keinen Stich machen. Ein Durch wird sechsfach gewertet.

## Belege
1. ↑  Bayerische Landbote, 1826, S. 606
2. 1 2  "Das Matzlfangen - ein Hackenbucher Kartenspiel" im Moosdorfer Bote, Nr. 8, Dez 2011, S. 18.
3. ↑  Geiser (2004), S. 42/43
4. ↑  Das Matzlfangen bei hackenbuch.at. Abgerufen am 28 Dez. 2019.